# L'eroe del XXIV secolo e mezzo
L'eroe del XXIV secolo e mezzo (Duck Dodgers in the 24½th Century) è un film del 1953 diretto da Chuck Jones. È un cortometraggio d'animazione della serie Merrie Melodies, uscito negli Stati Uniti d'America il 25 luglio 1953, e ha come protagonisti Daffy Duck nel ruolo dell'eroe spaziale Duck Dodgers, Porky Pig in quelli del suo assistente, il "giovane ardente cadetto spaziale", e Marvin il Marziano come loro avversario. Il cartone animato, che segnò la prima di molte apparizioni del personaggio di Duck Dodgers, è una parodia del personaggio di Buck Rogers e delle opere che lo vedono protagonista. Nel 1979 il corto fu inserito nel film di montaggio Super Bunny in orbita!. È stato distribuito in seguito con i titoli Daffy Dodgers nel 24º secolo e, dal 1997, Duck Dodgers nel XXIV secolo e mezzo (in DVD reso graficamente come Duck Dodgers nel 24½ secolo).

## Trama
Nel 2350 il dottor Intelligenio incarica l'esploratore spaziale Duck Dodgers di cercare il raro elemento Illudium Phosdex, "la molecola della crema da barba", la cui unica fonte rimasta è il misterioso Pianeta X. Su idea del suo "giovane ardente cadetto" (di cui il papero si prende comunque il merito) Dodgers segue vari pianeti con le lettere dell'alfabeto fino ad arrivare al Pianeta X. Proprio mentre Dodgers rivendica il pianeta in nome della Terra Marvin il Marziano arriva e dichiara il pianeta possedimento di Marte. Dodgers gli dice che non c'è abbastanza posto per entrambi, ma per tutta risposta finisce per essere disintegrato dalla pistola di Marvin, costringendo il fido cadetto spaziale a intervenire con la pistola reintegrante. Successivamente Dodgers e Marvin rientrano nelle rispettive navicelle spaziali e danno inizio a una serie di scambi di colpi, tuttavia senza che nessuno riesca ad avere il sopravvento sul rivale. La situazione cambia quando Dodgers decide che è arrivato il momento di usare la sua "arma segreta", ignaro che dall'altra parte Marvin ne stia usando una del tutto simile. Il reciproco attacco contemporaneo causa la completa distruzione del Pianeta X. Dodgers rivendica drammaticamente l'ultimo pezzo rimasto del pianeta per la Terra, mentre Marvin e il cadetto restano appesi impotenti a una radice sottostante.

## Distribuzione

### Edizione italiana
Il corto arrivò in Italia direttamente in televisione, venendo trasmesso sul Programma Nazionale a Capodanno del 1972. Fu poi ridoppiato negli anni ottanta, sempre per la televisione, dalla Effe Elle Due sotto la direzione di Franco Latini su dialoghi di Maria Pinto: il doppiaggio fu eseguito senza la colonna internazionale (sostituendo la musica presente durante i dialoghi), e presenta molte libertà di adattamento nei dialoghi oltre a ribattezzare il protagonista come Daffy Dodgers e il cadetto come "aiutante spaziale tuttofare". Un terzo doppiaggio fu eseguito nel 1997 per l'uscita in VHS dalla Angriservices Edizioni e diretto da Renzo Stacchi su dialoghi più corretti di Giorgio Tausani.

### Edizioni home video

#### VHS
America del Nord
- A Salute to Chuck Jones (1985)
- Marvin the Martian (1998)
- Looney Tunes: The Collector's Edition Vol. 2 (1999)

Italia
- Il meglio delle stelle di Space Jam (marzo 1997)
- Space Tunes (ottobre 1997)

#### Laserdisc
- Duck Victory: Daffy Duck's Screen Classics (1993)

#### DVD e Blu-ray Disc
Il corto fu inserito come extra nel DVD del documentario Chuck Jones: Extremes & Inbetweens - A Life in Animation, pubblicato in America del Nord il 22 ottobre 2002. Fu poi incluso nel secondo disco della raccolta Looney Tunes Golden Collection: Volume 1 (intitolato Best of Daffy & Porky) distribuita il 28 ottobre 2003, dove è visibile anche con un commento audio di Michael Barrier; il DVD fu pubblicato in Italia il 2 dicembre 2003 nella collana Looney Tunes Collection, con il titolo Daffy Duck & Porky Pig. Il 1º novembre 2011 fu inserito nel primo DVD della raccolta The Essential Daffy Duck, mentre il 15 novembre fu inserito nel DVD Daffy Duck della collana I tuoi amici a cartoni animati!. Fu poi incluso (nuovamente con il commento audio) nel secondo disco della raccolta Looney Tunes Platinum Collection: Volume One, uscita in America del Nord in Blu-ray Disc il 15 novembre 2011 e in DVD il 3 luglio 2012. È stato poi incluso come extra nell'edizione DVD della prima stagione della serie Duck Dodgers, uscita in America del Nord il 12 febbraio 2013. In seguito è stato inserito anche nel primo DVD della raccolta 50 cartoons da collezione - Looney Tunes della collana Il meglio di Warner Bros., uscita in America del Nord il 25 giugno 2013 e in Italia il 5 dicembre. Fu inoltre inserito come extra nell'edizione BD di Non sparare, baciami! (1953), uscita in America del Nord il 3 marzo 2015.

## Accoglienza
Il corto fu particolarmente apprezzato da Steven Spielberg e George Lucas, che insistette perché fosse proiettato, dove possibile, prima del suo film Guerre stellari (1977). Nel 1994 si classificò al 4º posto nel libro di Jerry Beck The 50 Greatest Cartoons; in tale occasione Leonard Maltin scrisse: "Oserei dire che è bello quanto tutti i film live-action più grandi e ambiziosi del periodo". Nel 2004 fu candidato retrospettivamente ad un premio Hugo per la miglior rappresentazione drammatica. Il fumettista Mark Evanier selezionò il film per l'inclusione nel libro The 100 Greatest Looney Tunes Cartoons, scrivendo che Jones e Maltese "invertirono la solita convenzione dei cartoni animati che vede l'eroe sconfiggere il cattivo. Qui, Daffy praticamente si sconfigge da solo con raggi disintegranti difettosi e spavalderia personale ancor più difettosa. Come nelle altre occasioni in cui Jones gestì l'anatra, prevale il principio di Oliver Hardy: il divertimento non viene dalla distruzione che colpisce il personaggio sfortunato, ma dalla sua successiva perdita di dignità". Nel suo dizionario Il Mereghetti, Paolo Mereghetti assegna al film la valutazione massima definendolo "uno straordinario crescendo di comicità anarchica e surreale, dalle trovate sempre più sorprendenti [...] e dagli effetti comici sempre più esilaranti: un esempio di reductio ad absurdum che stravolge ogni legge di causa ed effetto per approdare al puro nonsense" e scrivendo che "è anche una satira pungente della guerra fredda, dove lo scontro tra gli Stati Uniti (la Terra) e l'Unione Sovietica (Marte, non a caso il «pianeta rosso») si risolve inevitabilmente con una devastazione planetaria".

## Altri media

### Videogiochi
Il corto ha ispirato i videogiochi Daffy Duck: The Marvin Missions (1993), pubblicato per Super Nintendo Entertainment System e Game Boy, e Duck Dodgers Starring Daffy Duck (2000), pubblicato per Nintendo 64. Il personaggio appare inoltre nei videogiochi Looney Tunes: Acme Arsenal (2007) e LEGO Batman 3: Gotham e oltre (2014).

### Serie televisiva
Tra il 2003 e il 2005 fu trasmessa su Cartoon Network una serie animata basata sul film, intitolata Duck Dodgers.

## Sequel
Sono stati prodotti due sequel del cortometraggio:
- Duck Dodgers e il ritorno del XXIV secolo e mezzo (1980), un corto televisivo originariamente parte dello speciale Daffy Duck's Thanks-for-Giving Special
- Duck Dodgers in L'attacco dei droni (2004), un corto direct-to-video inserito nel secondo disco dell'edizione DVD di Looney Tunes: Back in Action distribuita in Australia.

Il personaggio di Duck Dodgers è inoltre apparso nelle serie I favolosi Tiny e Pinky and the Brain, nel film Looney Tunes: Back in Action (2003) e nella webserie Planet of the Taz.